# 태국칡
태국칡은 콩목 콩과의 식물이다.

## 용도
일부 허브 보충제는 가슴 크기, 피부, 손톱 및 모발, 여드름 감소, 호르몬 균형 및 기타 회춘 효과를 포함하여 콰오 크루아 추출물의 다양한 건강상의 이점을 주장한다.